# Равелли, Томас
Томас Равелли (швед. Thomas Ravelli; род. 13 августа 1959, Виммербю, Швеция) — шведский футболист, вратарь.
Участник двух чемпионатов мира (1990, 1994) и одного чемпионата Европы (1992). Бронзовый призёр ЧЕ-92 и ЧМ-94. В матче 1/4 финала Чемпионата мира 1994 года в США против сборной Румынии в серии послематчевых пенальти отразил два решающих удара. Восьмикратный чемпион Швеции — дважды в составе «Эстера» и шесть раз в составе «Гётеборга». Рекордсмен шведского первенства по количеству сыгранных матчей.

## Карьера
Томас родился в городе Виммербю. На клубном уровне он выступал за «Остерс» и «Гётеборг», выиграв три Аллсвенскан-чемпионата во время его десятилетнего пребывания в команде, перед уходом в «Гётеборг» в 1989 году, в возрасте 29 лет.
С Гётеборгом Равелли выиграл ещё шесть чемпионатов. В 1998 году, в 39 лет, он перешёл в американский клуб «Тампа-Бэй Мьютини», завершив свою карьеру в следующем году со своим первым клубом; в общей сложности он отыграл почти 600 официальных матчей в профессиональном футболе.
Равелли являлся рекордсменом шведской сборной по количеству игр — 143 матча (в 58 из них не пропустил мячей). Долгое время по этому показателю значился лидером среди европейских игроков, но в 2000 году Лотар Маттеус превзошёл это достижение. Занимает 19-е место в рейтинге лучших вратарей мира XX века по версии IFFHS.

## Достижения

### Командные
- Бронзовый призёр Чемпионата Европы 1992
- Третий призёр Чемпионата мира 1994
- Чемпион Швеции (8 раз): 1980, 1981, 1990, 1991, 1992, 1994, 1995, 1996
- Обладатель Кубка Швеции 1991

### Личные
- Футболист года в Швеции: 1981
- Лучший вратарь Швеции: 1995, 1997

## Личная жизнь
Родители Томаса, врач Эгидиус Петер Равелли и медсестра Маргарета Равелли (до замужества Рейтер) эмигрировали в Швецию из Австрии в 1952 г. Его брат-близнец Андреас Равелли также был футболистом и играл за шведскую сборную. Томас женат, имеет троих детей.